# エンゲージ
「エンゲージ」は、河合奈保子の37枚目のシングルである。1993年10月21日に日本コロムビアからリリースされた。
アルバム『engagement』からの先行シングル。表題曲はテレビ東京系ドラマ「夏樹静子サスペンス劇場」のオープニング・テーマとなった。

## 収録曲
1. エンゲージ
作詞: 吉元由美 / 作曲: 岸正之 / 編曲: 清水信之
2. 言葉はいらない 〜beyond the words〜
作詞: 河合奈保子 / 作曲: 河合奈保子 / 編曲: 清水信之
3. エンゲージ（オリジナル・カラオケ）